# Munday
Munday – miasto w Stanach Zjednoczonych, w stanie Teksas, w hrabstwie Knox.